# Брдо Хуа
36° 43′ 43″ С; 117° 03′ 50″ И / 36.7286° С; 117.06385° И
Брдо Хуа (Шандунг) је усамљено брдо у облику купе у доњој долини Жуте реке, смештено на североисточном ободу града Ђинан, провинција Шандунг, Кина. Брдо је познато по свом културно-историјском значају као и по природном окружењу. Било је инспирација за кинеске уметнике много векова и било је место битке код Ана, велике битке вођене током Периода пролећа и јесени. 

## Име
Име Хуа Шан може се превести дословно као „Цветно брдо“ или „Дивно брдо“. Први знак имена (华) се већ дуго користи као књижевни, а не политички синоним за саму Кину. Други знак имена (山) користи се за планине и брда, без обзира на њихову величину. Име Хуа Шан (Huà Shān) (华山), као и блиски хомофон Хуа Шан (Huā Shān) (花山, дословно „Цветна планина“) су уобичајена имена у кинеској географији. Хуа брдо не треба мешати са планином Хуа у провинцији Шанкси. Брдо Хуа је познато и као Хуа Фу Зу Шан (кин: 华不注山; "Пупољак на воденом брду"). 

## Брдо
Брдо Хуа је једно од „девет усамљених брда“ (кин: 九座孤山) у долини Жуте реке унутар и северно од града Ђинан; осталих осам брда су (имена која су се користила током династије Ћинг ): брдо Вониу (кин: 卧牛山), Брдо Куе (кин: 鹊山, дословно „Брдо сврака“, налази се око 2,5 километара северно од брда Хуа на другој страни Жуте реке), брдо Биао (кин: 标山, што значи „Брдо оријентира“), брдо Фенгхуанг (кин: 凤凰山        , Фенгхуанг је „кинески феникс“), брдо Северни Маан (кин: 北马鞍山, што значи „Северна потковица“, Су брдо (кин: 粟山, дословно „Брдо жита“, брдо Куанг (кин: 匡山, дословно „Брдо корпа“) и Јао брдо (кин: 药山, дословно „Брдо медицине“). 
Брдо има надморску висину од 197 метара; његове падине су прекривене великим глатким стенама и грмовитом вегетацијом која расте у пукотинама између њих. Подножје брда окружују мала села на источној и западној страни. На истоку и југу, брдо је такође окружено низом језераца у облику полумесеца. Камене степенице постављене су уз јужни бок брда до врха. 
У време пре династије Северни Сунг, брдо Хуа је било окружено језером познатим као „Језеро брда сврака“ (кин: 鹊山湖), названо по оближњем "Брду сврака". Пошто се тадашњим посматрачима чинило да брдо Хуа плута водама језера попут пупољка лотосовог цвета, добио је алтернативно име „Хуа Фу Зу Шан“ („Цветни пупољак на воденом брду“). 

## Историјски значај
589. године пре нове ере, током Периода пролећа и јесени, Хуа брдо је постало место последње акције у бици код Ана која се водила између држава Ћи и Ђин. Током припреме за битку, војска Ћи користила је брдо Северни Маан (око 4 километара југозападно од брда Хуа) као поприште за постављање. Војска Ђина имала је своје положаје управо на брду Хуа. Војска Ћи започела је битку нападом на положаје Ђин на брду Хуа, али је битка завршила победом државе Ђин. На крају се између две државе створио савез. 
Током дела 20. века, на брду се налазила мала утврђена војна база. Иако је основа напуштена, остала су нека утврђења у облику бункера и тунела у подножју брда. 

## Културни значај
Природно окружење Хуа брда инспирисало је дела бројних писаца и сликара. 
Током периода династије Северни Веи, писац и географ Ли Даојуан, описао је Хуа брду у свом „Коментару класике пловних путева“ (кин: 水经注): „Без планинског венца који би га подржао, сам врх стоји грациозно и узвишено. Његова зелена литица уздиже се у плаветнило, затамњујући месец својом зеленилом“.  
Песник династије Танг Ли Ба написао је о брду Хуа: 
| 昔我游齐都， 登华不注峰。 兹山何峻拔， 绿秀如芙蓉。 | xī wŏ yóu qí dū, dēng huá bù zhù fēng. cí shān hé jùn bá, lǜ xiù rú fú róng | У давна времена путовао сам у престоницу Ћи, попео се на врх Хуабузу. Ова планина је нежно лепа, смарагдно-зелено [брдо] је чисто попут листа лотоса. |

Најпознатији сликовни приказ Хуа брда је слика из доба династије Јуан под називом „Јесење боје на Куе и Хуа брдима“ (кин: 鹊华秋色图) сликара и калиграфа Џаоа Менгфуа (сада у колекцији Националног музеја палате у Тајпеју). У тексту који прати његову слику, Џао Менгфу се враћа на брдо Хуа као "најпознатију планину у том крају, познату од давнина и јединствену по оштром врху".
Разне стене на падини планине украшене су калиграфским натписима. 

## Храмови
Палата Хуајанг (дословно „Сјајна сунчана палата“) је првенствено таоистички храм смештен у јужном подножју брда на благо нагнутом терену. Његово оснивање током династије Ђин (1220. године) приписује се Чен Џијуану. Првобитна сврха зграде била је да служи као таоистички храм посвећен „Петорици богова у боји“ који представљају исток (зелена), запад (бела), север (црна), југ (црвена) и средина (жута). Временом је храм такође постао место за обожавање будизма и конфучијанства. 
1532. године, током династије Минг, комплекс палате преименован је у храм Чонг Чанг (дословно „Дивљење Храмом праведности“). Централна сала комплекса била је посвећена двема особама које су се тада обожавале, Фенг Чоу Фу и Мин Зићину. Две бочне сале биле су посвећене групама од 19, односно 22 особе познате у том периоду. 
Касније у династији Минг, име комплекса је промењено у Палата Хуајанг и посвећено Богу четири годишња доба. 
Током династија Минг и Ћинг, додати су храмови посвећени богу Би Ша (бог планине Тај) и тројици богова - неба, земље и воде. Део палате Хуајанг је Палата за одмор Тајшан, а цар га је користио као одмориште на путу до планине Тај. Подручје палате Хуајанг покрива правоугаону површину од приближно 3 хектара, која је у потпуности затворена зидом од камена и опеке. Између зграда храма стоје стари борови (неки стари око 900 година), као и камени стубови. 
У 20. веку палата Хуајанг се користила као војно складиште око 50 година. За јавност је поново отворена 1990. Књиге које су се чувале у палати уништене су током Културне револуције. Неке зидне слике у зградама храма такође су биле малтерисане и прекривене слоганима Културне револуције у то време. 
Данашњи улаз у комплекс је капија за унутрашње двориште палате; спољно двориште није сачувано. Врата која тренутно стоје датирају из династија Минг и Ћинг; нема података о претходним капијама које су вероватно раније заузимале њено место. У згради капије налазе се статуе четири мања божанства за која се сматра да су постављена на граници између неба и земље како би испуњавала дужности чувања књига и капија. 
Даље се на падини планине налази мањи таоистички храм Лу Донгбин, посвећен Лу Донгбину, једном од Осам бесмртних. 

## Извор Хуа
Извор, врело Хуа (кин: 华泉), налази се у јужном подножју брда испред улаза у палату Хуајанг. Врело Хуа помиње се у вези са догађајима у бици код Ана: Краљ Ћи је наводно искористио превару - иде да  дохвати воду са извора Хуа као изговор за бекство са бојног поља пред неизбежним поразом. Временом је извор пресушивао у разним временима. Његов најновији препород изведен је током обнове 2000. године. Током овог рада, ископан је базен димензија 17,6 x 10 x 3,5 метра, чиме је излив из извора доведен до максимално 40 м3/х (током кишне сезоне). 

## Заштита и развој
Палата Хуајанг постала је место баштине града Ђинан 3. септембра 1979. Предео Хуашан са намером заштите околине отворен је 1. октобра 2000. 